# Hennadij Lytovčenko
Hennadij Lytovčenko (ukrajinsky: Геннадій Литовченко; 11. září 1963, Kamjanske) je bývalý ukrajinský fotbalista, záložník, který reprezentoval Sovětský svaz a Ukrajinu. Se sovětskou reprezentací získal stříbrnou medaili na mistrovství Evropy v roce 1988. Zúčastnil se též dvou světových šampionátů, v roce 1986 a 1990. Za sovětskou reprezentaci nastupoval v letech 1984–1990 a odehrál za ni 57 utkání, v nichž vstřelil 14 gólů. Po rozpadu SSSR reprezentoval samostatnou Ukrajinu, v letech 1993–1994 si připsal čtyři reprezentační starty. V roce 1984 byl vyhlášen jak sovětským, tak ukrajinským fotbalistou roku. Nejvyšší sovětskou soutěž hrál za Dnipro Dnipropetrovsk (1981–1987) a Dynamo Kyjev (1988–1990). S Dniprem získal v roce 1983 mistrovský titul, jeden si připsal i v kyjevském dresu, roku 1990. Poté ho čekala ještě kariéra v zahraničí, nejvyšší soutěž hrál v Řecku za Olympiacos Pireus (1990–1993), v Rakousku za Admiru Vídeň (1993–1995), na Kypru za AEL Limassol (1995) a na konec kariéry si připsal jednu sezónu i v ukrajinské nejvyšší lize, v dresu Černomorce Oděsa (1995–1996). Po skončení hráčské kariéry se stal trenérem, dlouhá léta byl asistent ukrajinské jednadvacítky (2002–2010), jako hlavní trenér vedl několik ukrajinských klubů (Kryvbas Kryvyj Rih, Metalist Charkov).